# Belokourikha
Belokourikha (en russe : Белокуриха) est une ville d'importance régionale du kraï de l'Altaï, en Russie, qui forme un okroug urbain. Située en Sibérie méridionale au pied des monts Altaï, c'est une station thermale d'importance fédérale et une station sports d'hiver. Sa population s'élevait à 14 791 habitants en 2023.

## Géographie

### Situation
Belokourikha est situé dans le kraï de l'Altaï, un sujet du sud-ouest de la Sibérie. La ville fait ainsi partie du district fédéral sibérien, se situant à 170 km au sud-est de Barnaoul, la capitale du sujet, à 360 km au sud-est de Novossibirsk, la capitale du district, ainsi qu'à 3 050 km à l'est de Moscou. Elle est arrosée par la rivière Belokourikha.
La ville, comme tout le kraï, est située dans le fuseau horaire MSK+3 (heure de Krasnoïarsk). Le décalage horaire appliqué par rapport au temps universel coordonné est +07:00. La ville proprement dite, incorporée dans l'oblast sous le nom d'okroug urbain de Belokourikha, dans ses limites actuelles, couvre une superficie de 94 km2, soit 5,5 % de la superficie du kraï de l'Altaï. Le raïon est frontalier des raïons de Smolenskoïe et d'Altaïskoïe.

### Localités limitrophes
Les localités limitrophes sont les suivantes :
| Novotyrychkino | Totchnilnoïe | Starobelokourikha |
| Tchernovaïa    | Belokouricha |                   |
|                |              | Danilovka         |

### Topographie et hydrographie
La ville se situe au pied des contreforts des monts Tcherga (ru), une crête des piémonts de l'Altaï, un vaste système montagneux d'Asie centrale, et à la limite sud de la vaste plaine de l'Ob, une grande steppe. Plus précisément, la plaine au niveau de Belokourikha est celle du Pré-Altaï, une division de celle de l'Ob. L'altitude de la ville se situe à environ 240–250 mètres d'altitude, voire 350 mètres. Les montagnes dominant la ville atteignent 400 à 500 mètres par rapport à la plaine. Les sommets sont le Tserkovka et ses 794 mètres d'altitude, le Krouglaïya à 803 mètres, le Chisha à 980 mètres et le Sinioukha à 1 200 mètres. La vallée de la Belokourikha, dans laquelle se trouve la ville, se rétrécit de plus en plus, devenant au sud de la ville une vallée étroite.
De nombreuses rivières et ruisseaux traversent le territoire citadin, la région étant riche en eau. La rivière Belokourikha coule dans la ville avec ses affluents Bolchoï, Svetly, Krestiki, Chichi, Tatarski, Medvejy entre autres. On trouve aussi les rivières Danilovaka, Berezovka, Malaïa Sychevka, Bolchaïa Sychevka et Kouznetsovka. Toutes les rivières appartiennent au bassin de la rivière Pestchanaïa, qui coule à 13 km de la ville.

### Climat

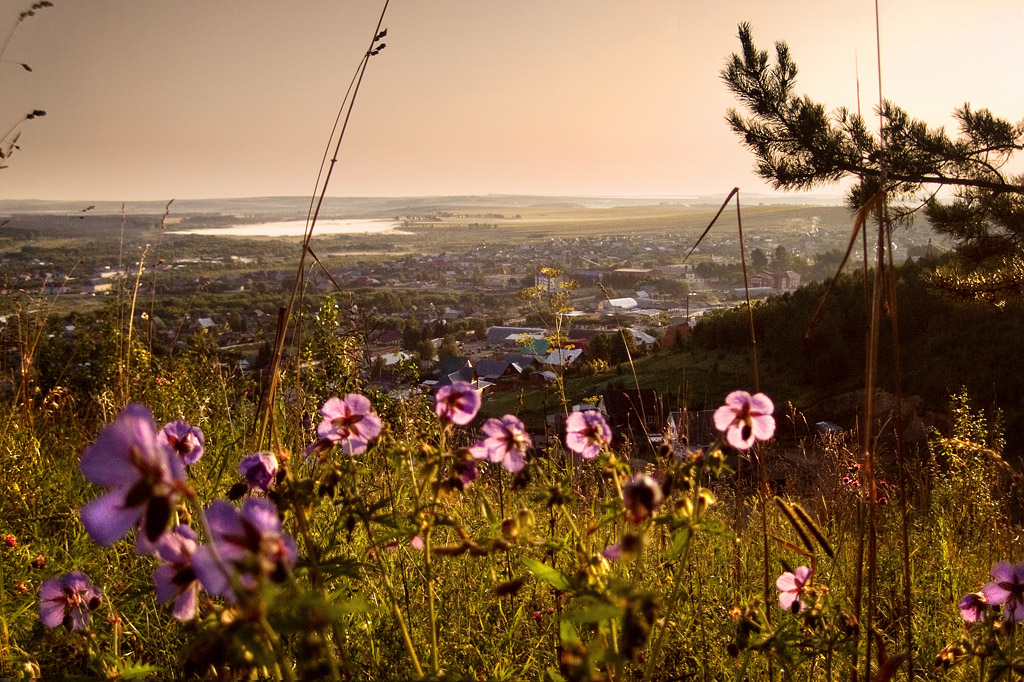
Vue estivale de la ville.

Le climat de la ville est continental, et il est particulier pour la région grâce à sa situation au pied des montagnes dans une vallée la protégeant des vents dominants, adoucissant fortement l'hiver et la chaleur estivale. Il est ainsi différent de la steppe du kraï de l'Altaï. L'hiver s'installe début novembre et dure jusqu'à la mi-avril. La température moyenne en janvier est de −16,8 °C, tandis que la température minimale atteint −23 °C. Le minimum absolu pour janvier est de −51 °C. En hiver, il y a peu de précipitations, et le temps est généralement clair. Le printemps commence avec la fonte des neiges et avec le passage des températures moyennes quotidiennes à 0 °C.
L'été est chaud, commence dans la seconde quinzaine de mai et dure 4 mois et demi. Il est relativement chaud, avec des températures mensuelles moyennes en juillet de +19,2 °C. Le maximum moyen en juillet est de +25,4 °C, et le maximum absolu est de +37 °C. C'est la saison la plus pluvieuse, avec 278 mm en moyenne. L'automne est lui sec et chaud au début (été indien), avant que les températures tombent rapidement.
Belokourikha est l'un des endroits les plus ensoleillés de Russie, avec 1 926 heures par an. Il y a plus de jours ensoleillés que dans les stations touristiques d'Ukraine ou du Caucase. Les précipitations sont en moyenne de 564 mm par an. La hauteur de la couverture neigeuse atteint son maximum en fin février et en début mars, et elle est de 60 à 80 cm. La direction du vent prédominante est le sud-ouest.

### Environnement

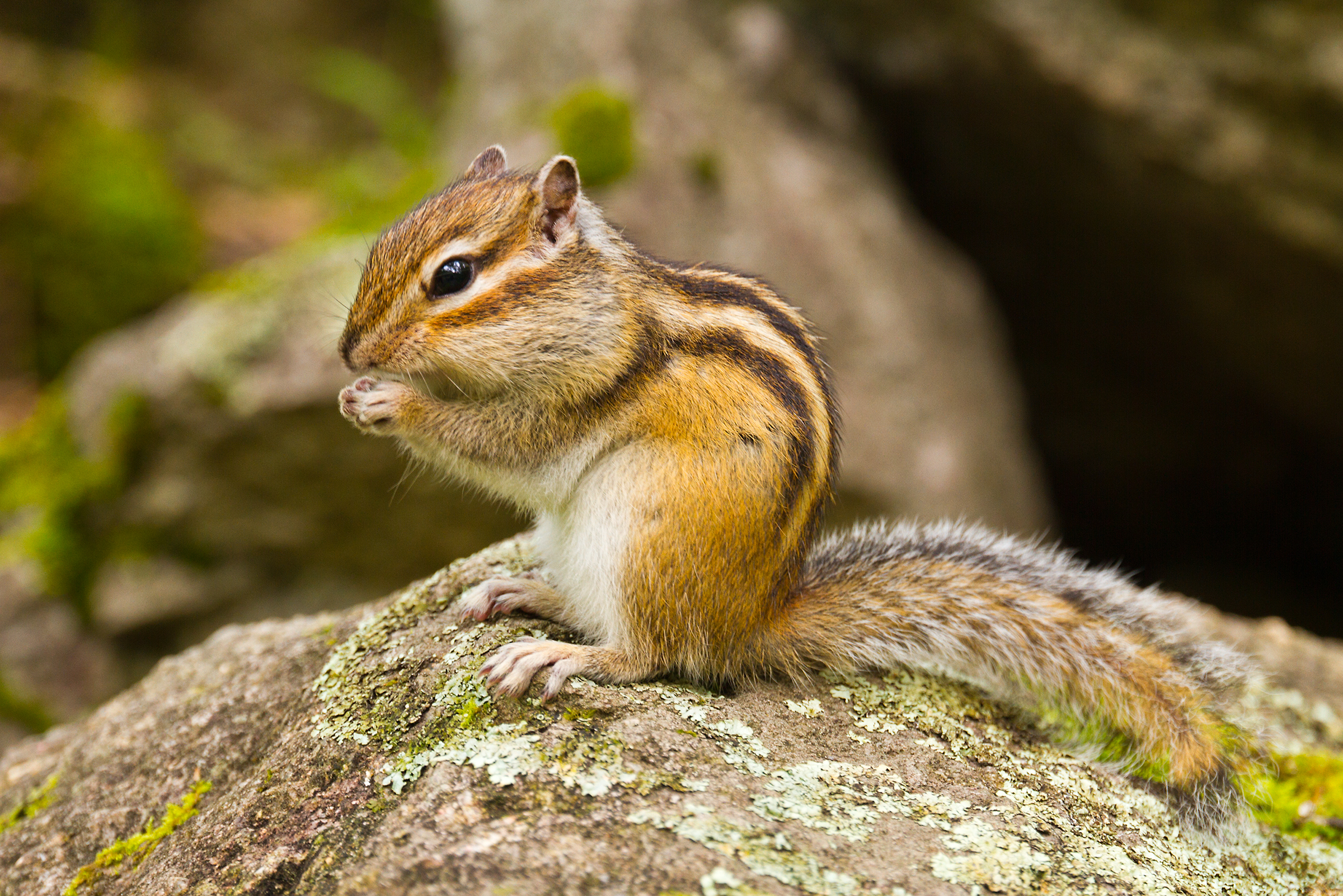
Tamia de Sibérie à Belokourikha.

La ville se situe à la transition entre les forêts mixtes, la taïga et la steppe. Dans la partie steppique de la ville poussent des bouleaux et des pins, et à mesure que le relief s'élève, les plantations de pins prédominent, mais aussi des sapins et des mélèzes. Dans les vallées des rivières poussent des sorbiers, dont des sorbier des oiseleurs, des cerisiers des oiseaux, des groseilles et d'autres arbustes,. La faune est également diversifiée, avec les forêts qui abritent le cerf porte-musc, le lynx, l'ours, le tamias de Sibérie et d'autres animaux. Rien que dans l'avifaune, il y a plus de 200 espèces.
La superficie occupée par les forêts est de 2 410 hectares en 2021. Les arbres de Bélokourikha sont dominés à hauteur de 80 % par les conifères, parmi lesquels les pins prédominent. Dans les espèces de feuillus, le tremble prédomine. Pour restaurer les zones forestières, la ville entreprend la pousse de conifères sur le versant sud de la vallée de la rivière Belokourikha. Néanmoins, les zones forestières sont coupées par les pistes de ski, et l'urbanisation avec de nouvelles infrastructures touristiques grignote l'espace naturel.
Par ailleurs au pied du mont Tserkovka, avec des pommiers, des poiriers, des framboises et des groseilles ainsi que des dizaines de cépages qui y sont cultivés.

## Urbanisme

### Risques naturels
Plusieurs risques existent, en particulier celui d'affaissement et le risque sismique. Des tremblements de terre jusqu'à 9 points sur l'échelle Medvedev-Sponheuer-Karnik peuvent avoir lieu.

### Occupation des sols
En 2021, la superficie totale de la ville s'élevait à 9 377 hectares.
| Année                                         | 2021 (ha) | %   |
| --------------------------------------------- | --------- | --- |
| Immeubles d'habitations à plusieurs étages    | 25        |     |
| Lotissements individuels                      | 587       |     |
| Zones commerciales                            | 38        |     |
| Zones industrielles, municipales et entrepôts | 76        |     |
| Zones publiques                               | 356       |     |
| Zones agricoles                               | 22        |     |
| Espaces forestiers                            | 2410      |     |
| Infrastructures de santé                      | 101       |     |
| Espaces aquatiques                            | 5         |     |
| Zone à vocation spéciale                      | 21        |     |
| Sans usage                                    | 19        |     |
| Autres                                        | 5717      |     |
| Total                                         | 9 377     | 100 |

### Voies de communication et transports
La ville est reliée à Biïsk par la route d'importance régionale Biïsk — Belokourikha, d'une longueur de 75 km. La ville dispose d'une gare routière, et la gare la plus proche est la gare de Biïsk.

## Histoire

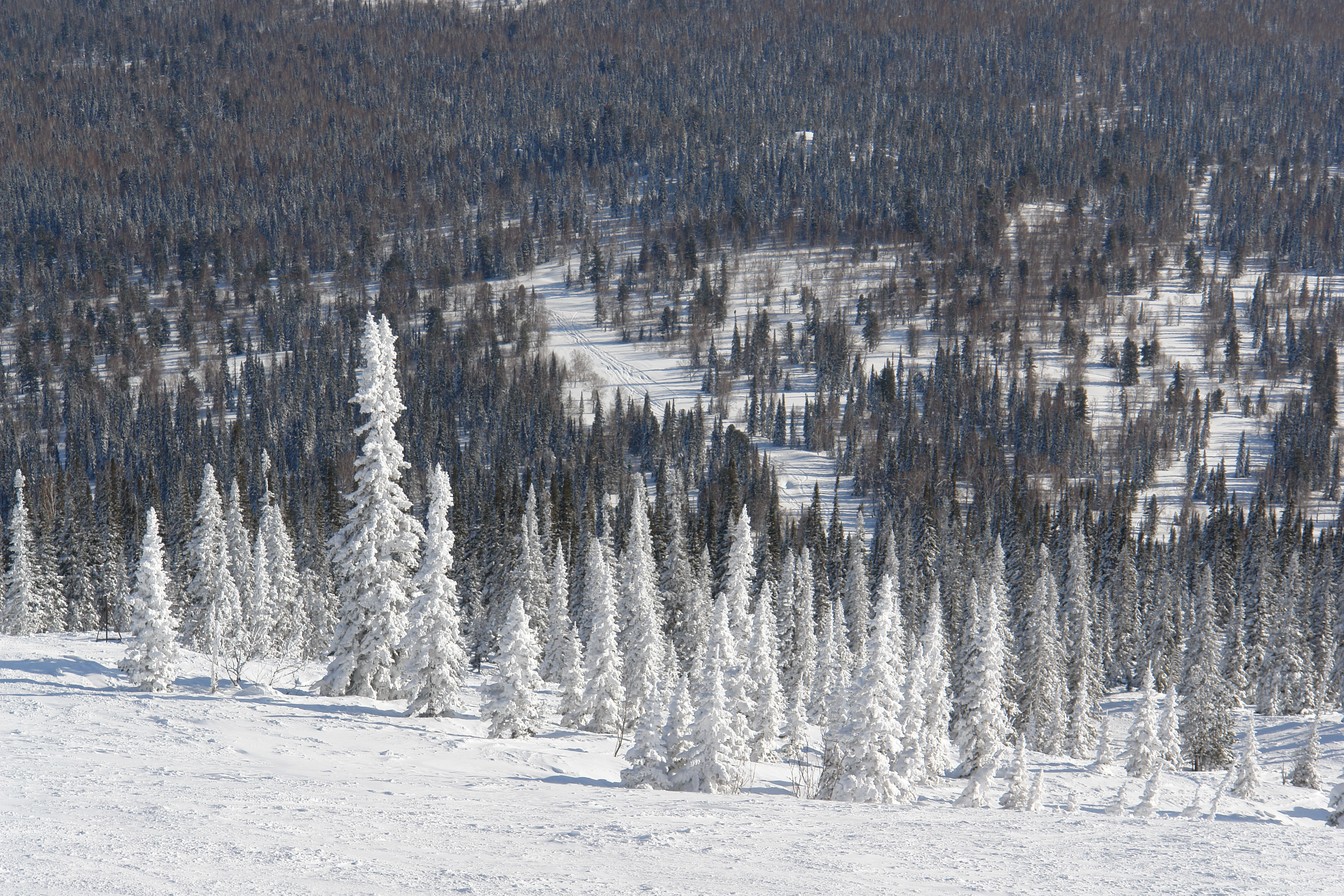
Forêts à Belokourikha.

### Histoire ancienne
Des fouilles préventives ont montré qu'aux Ve et IVe siècles av. J.-C. vivaient des tribus scythes à proximité des sources chaudes. Des pointes de flèches, des mors et des étriers ont été découverts, appartenant à des guerriers scythes.

### Empire russe
Les sources thermales  sont connues selon les documents d'archives depuis l'installation des premiers colons dans la région au XVIIIe siècle. En 1803, ces derniers fondèrent le village, alors appelé Belokourovo (aujourd'hui Starobelourikha). C'est au cours du XIXe siècle qu'il fut remarqué les propriétés curatives des sources thermales.
En 1855-1857, au sud de Starobelourikha fut fondé le village de Novo-Belokourikha. La population s'installa ici pour profiter des sources chaudes.
En 1866, Stepan Ivanovitch Gouliaïev, ingénieur du Département des Mines de l'Altaï et  conseiller d'État, fut informé des propriétés curatives des sources par deux locaux. Il arriva en août de la même année, et après les avoir examinées à Tomsk, il a ordonné leur préservation. Le 1er juillet 1867, la gazette du gouvernement de Tomsk publia les premières informations sur les sources. Il revint en 1867, accompagné d'un prêtre et d'un conseiller, et posa la première pierre de la première piscine de la station thermale. Peu de temps après, une piscine fut ouverte, déclarée d'utilité publique. Mais au printemps 1868, une crue emporta les ponts, les moulins, les barrages et tous les bâtiments de villégiature de la nouvelle station. Gouliaïev alloua de l'argent pour la construction de seize bains et de digues pour protéger les infrastructures des inondations. L'État tsariste ne se préoccupait pas de la station, c'était la région et les locaux, car les nobles et bourgeois russes allaient dans le Caucase et à l'étranger, et ne se préoccupaient peu de la santé des ouvriers et des paysans.
À la fin du XIXe siècle, 300 à 500 personnes étaient soignées chaque année, et la station a acquis une certaine réputation, mais à l'été 1898, un incendie détruisit tous les bâtiments. En 1903, la station désolée fut transférée au Département des Mines de l'ouïezd de l'Altaï, et la reconstruction commença qu'en 1908. En 1916, le département de Biïsk de la Société d'aide aux malades et aux blessés loua la station, station thermale qui disposait déjà de plusieurs bâtiments.

### Période soviétique
Le développement de la station a commencé pendant les années soviétiques. En 1920, elle fut nationalisée, et en 1926, le médecin-chef de la station N.K. Nemchanov élabora un plan directeur pour le développement de la station-thermale. En 1928, la première clinique thermale a été construite. Trois sanatoriums ont été construits entre 1931 et 1934, suivis par d'autres dans les années suivantes. Parallèlement, des scientifiques de Tomsk et de Novossibirsk sont recrutés pour travailler dans la station.
Novo-Belokourikha accéda au statut de commune urbaine en 1958, étant alors renommé Belokourikha , et reçu le statut de station balnéaire d'importance pour toute l'Union en 1970. Elle acquit le statut de ville en janvier 1982, devenant la douzième ville du kraï.

### Depuis 1991

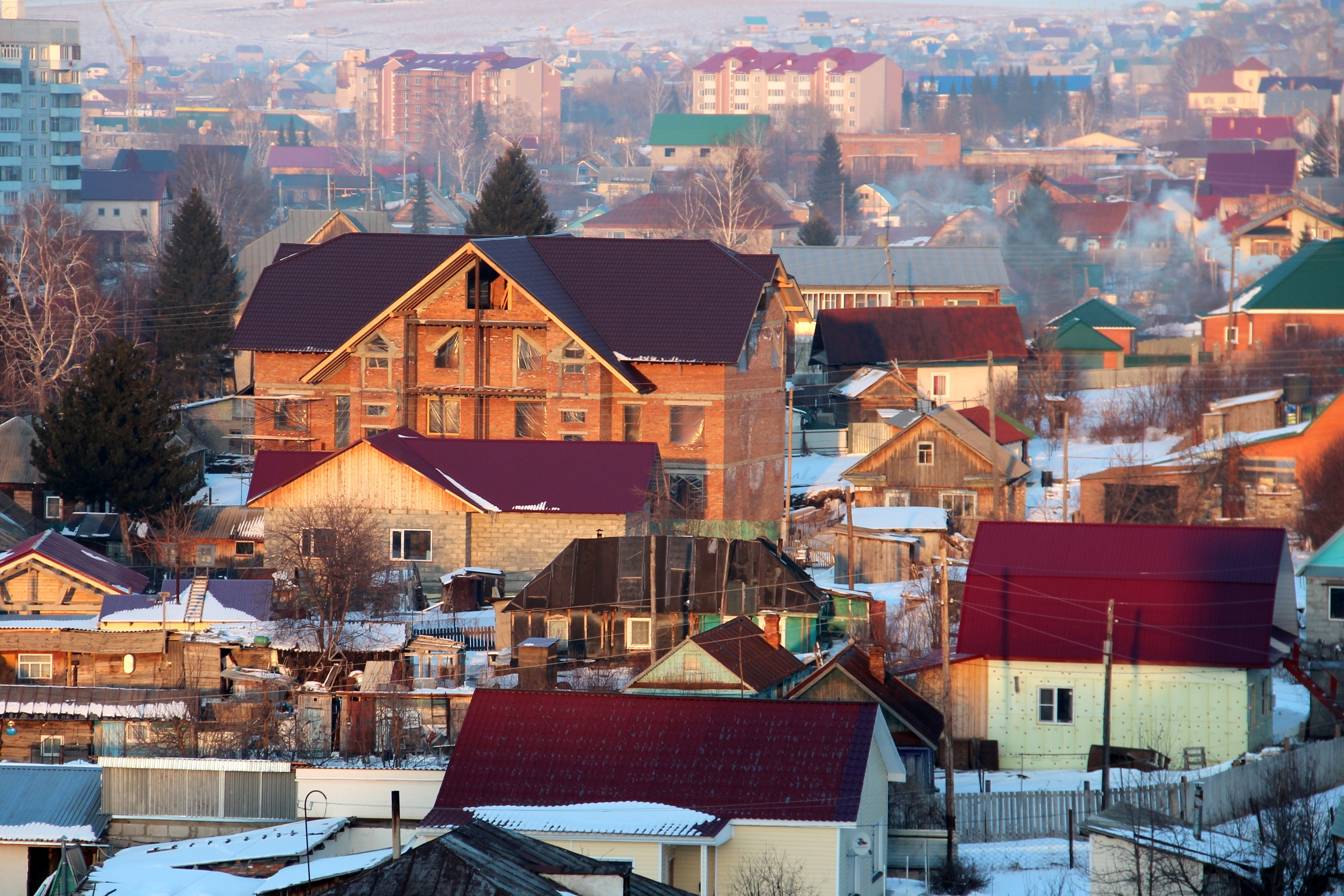
Centre-ville.

Après la fin de l'URSS, le tourisme a dynamisé la ville, avec des constructions modernes. Elle a de plus acquis une certaine notoriété en accueillant plusieurs conférences internationales, comme le XXVe symposium international de l'UNESCO, du Comité international pour la muséologie et du Conseil international des musées en 2003 (organisée aussi à Barnaoul et à Krasnoïarsk). Elle a aussi accueilli un forum sur la région de l'Altaï-Saïan de la WWF en octobre 1990, ainsi que des réunions annuelles regroupant des économistes et politologues de haut rang.
En 2021, un nouveau complexe d'hébergement touristique a été ouvert dans le quartier de Belokourikha Gornaïa.

## Politique et administration

### Chefs
Le maire actuel est depuis 2016, Konstantine Bazarov, de Russie unie, élu par le conseil municipal de la ville.
| Période                                  | Période                    | Identité                            | Étiquette   | Qualité                      |
| ---------------------------------------- | -------------------------- | ----------------------------------- | ----------- | ---------------------------- |
| 14 décembre 2016                         | En cours (au 6 avril 2024) | Konstantine Islamdjanovitch Bazarov | Russie unie | Ingénieur en génie mécanique |
| Les données manquantes sont à compléter. |                            |                                     |             |                              |

### Résultats électoraux
La ville se trouve dans la circonscription législative fédérale de Barnaoul (n°39).
| Scrutin             | 1er tour | 1er tour | 1er tour | 1er tour | 1er tour | 1er tour | 1er tour | 1er tour | 1er tour | 1er tour | 1er tour | 1er tour | 2d tour                  | 2d tour                  | 2d tour                  | 2d tour                  | 2d tour                  | 2d tour                  | 2d tour                  | 2d tour                  |
| Scrutin             | 1er      | 1er      | %        | 2e       | 2e       | %        | 3e       | 3e       | %        | 4e       | 4e       | %        | 1er                      | %                        | 2e                       | %                        | 3e                       | %                        | 4e                       | %                        |
| ------------------- | -------- | -------- | -------- | -------- | -------- | -------- | -------- | -------- | -------- | -------- | -------- | -------- | ------------------------ | ------------------------ | ------------------------ | ------------------------ | ------------------------ | ------------------------ | ------------------------ | ------------------------ |
| Présidentielle 2012 |          | ER       | 55,88    |          | KPRF     | 21,74    |          | LDPR     | 8,36     |          | SE       | 7,77     | Victoire au premier tour | Victoire au premier tour | Victoire au premier tour | Victoire au premier tour | Victoire au premier tour | Victoire au premier tour | Victoire au premier tour | Victoire au premier tour |
| Législatives 2016   |          | ER       | 37,01    |          | LDPR     | 19,61    |          | KPRF     | 15,51    |          | SRZP     | 13,55    | Tour unique              | Tour unique              | Tour unique              | Tour unique              | Tour unique              | Tour unique              | Tour unique              | Tour unique              |
| Présidentielle 2018 |          | ER       | 64,83    |          | KPRF     | 24,09    |          | LDPR     | 5,98     |          | GRANI    | 1,23     | Victoire au premier tour | Victoire au premier tour | Victoire au premier tour | Victoire au premier tour | Victoire au premier tour | Victoire au premier tour | Victoire au premier tour | Victoire au premier tour |
| Législatives 2021   |          | KPRF     | 29,63    |          | ER       | 29,45    |          | SRZP     | 9,85     |          | LDPR     | 8,81     | Tour unique              | Tour unique              | Tour unique              | Tour unique              | Tour unique              | Tour unique              | Tour unique              | Tour unique              |

## Population et société

### Démographie
La population au 1er janvier 2023 est de 14 735 habitants, soit 0,6 % de la population du kraï de l'Altaï.
Recensements (*) et estimations de la population,:
| 1959* | 1970* | 1979* | 1989*  | 2002*  |
| ----- | ----- | ----- | ------ | ------ |
| 4 926 | 7 060 | 9 233 | 14 435 | 14 533 |

| 2006   | 2010*  | 2012   | 2013   | 2014   |
| ------ | ------ | ------ | ------ | ------ |
| 14 727 | 14 661 | 14 406 | 14 344 | 14 529 |

| 2021*  | 2023   | - | - | - |
| ------ | ------ | - | - | - |
| 14 735 | 14 791 | - | - | - |

### Éducation
Sur le territoire de la commune se trouvent 2 établissements d'enseignement général, 4 établissements d'enseignement préscolaire et 2 établissements d'enseignement complémentaire.

### Santé
La ville possède un hôpital avec 128 lits et une clinique. L'espérance de vie moyenne est de 69 ans, avec celles des hommes de 66 ans et celles des femmes de 72 ans.

### Sports

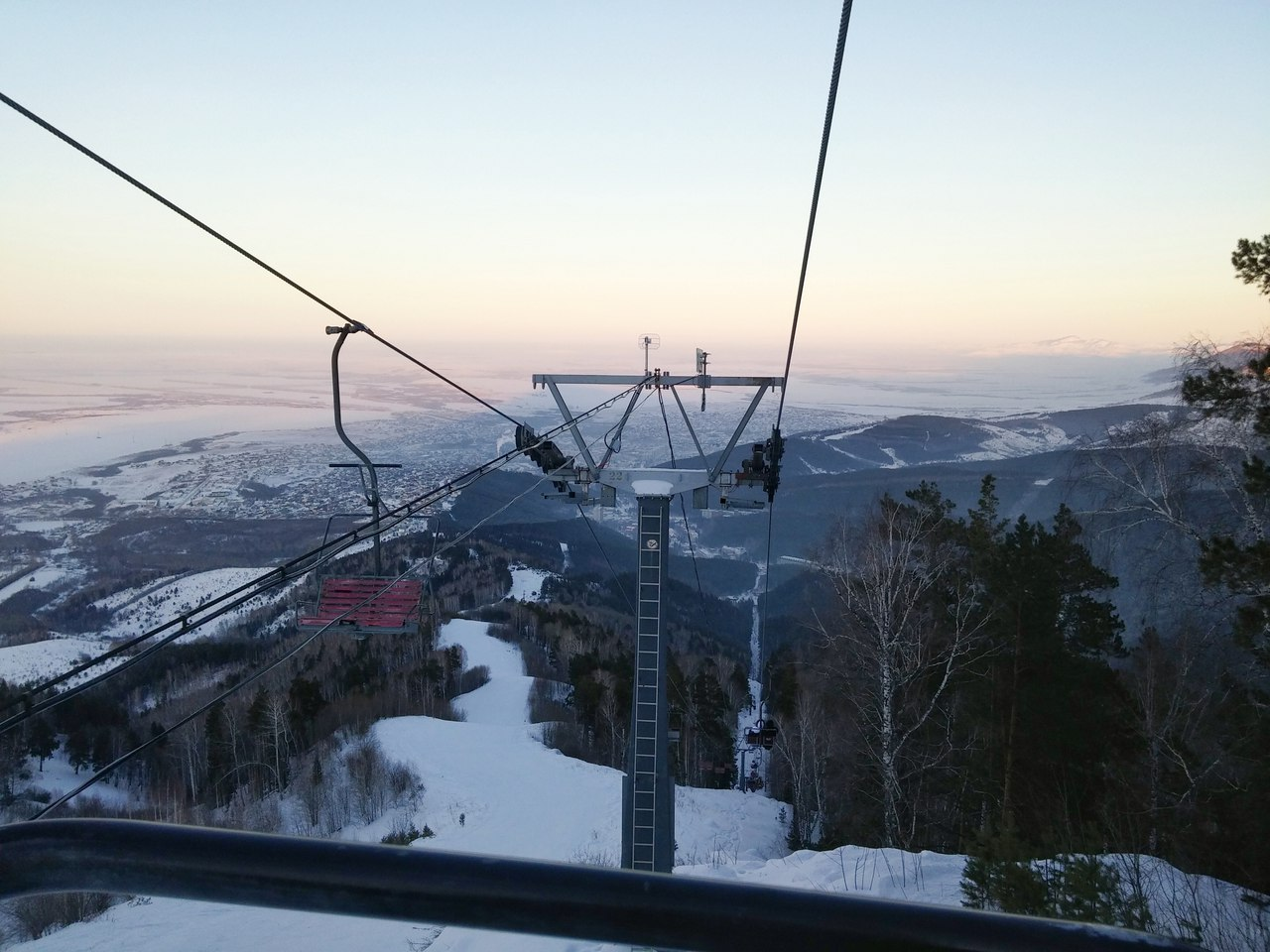
Remontée mécanique à Belokourikha.

La ville comptait en 2007 deux stades. La principale station de ski est Blagodat, qui se situe au pied du mont Tserkovka, avec cinq pistes, d'une longueur allant de 950 à 2600 mètres. Depuis 2019, une nouvelle station a été ouverte sur le mont Michina.

## Économie

### Revenus de la population
Le revenu monétaire moyen par habitant pour 2021 s'élevait à 40 394 roubles. Le salaire mensuel moyen en 2022 était de 47 440 roubles. Les salaires les plus élevés sont dans  l'administration publique (50 172 roubles) et la santé (51 003 roubles), tandis que les plus bas sont dans la sphère culturelle (31 004 roubles).

### Emplois
Le nombre de personnes dans la population active en 202 dans la ville était de 8 210 personnes. Sur le nombre total de salariés, 64,5 % sont des salariés de grandes et moyennes entreprises et 35,5 % sont des salariés de petites entreprises et des auto-entrepreneurs.
Le nombre de chômeurs officiellement enregistrés en 2022 était de 51 personnes, et le taux de chômage officiel en 2022 était de 0,6 % de la population active.

### Entreprises
En 2022, 187 petites et moyennes entreprises et 1 095 entrepreneurs individuels opéraient dans la ville.

### Tourisme et activité thermale
La base de l'économie est l'activité des sanatoriums et des établissements de villégiature. Belokourikha est en effet un des principaux centres touristiques du kraï de l'Altaï, et l'un des principaux secteurs économiques de la ville. Neuf agences de voyages opèrent dans la ville, et elle est traversée par 56 itinéraires touristiques. Le secteur emploie de nombreuses personnes, avec des guides, la restauration, les moniteurs de ski, etc,. En 2022, la ville a été visitée par 225 000 touristes et 645 millions de roubles ont été investis dans le secteur touristique. Par comparaison, il y avait 115 000 touristes en 2006. Le taux d'occupation moyen de la station était de 80,4 % en 2022, soit le chiffre le plus élevé de ces dernières années.
La ville compte, en 2023, 16 sanatoriums, 23 établissements d'hébergement, avec un nombre total de lits pendant la haute-saison de 5 544 lits. 55,3 % de la population active de la ville de Belokurikha est employée dans l'activité des sanatoriums et des hôtels en 2023. La ville compte trois grands complexes thermaux : Resort Belokurikh, le sanatorium Rassiïa et le sanatorium Altaï.

## Culture locale et patrimoine
La ville possède en 2024 selon le décompte du département de protection des objets du patrimoine culturel du kraï de l'Altaï, 5 objets patrimoniaux culturels, tous d'importance régionale. Les objets classés sont le monument aux morts de la Grande Guerre patriotique, le monument aux révolutionnaires morts de la guerre civile, le bâtiment de l'hôpital du radon n°1, le bâtiment du serpent (musée de la ville de Belokourikha Gouliaïeva), et la plaque commémorative du camp Artek.

Une église, à Saint-Nicolas-le-Thaumaturge, se trouve dans la ville.

Patrimoine classé :
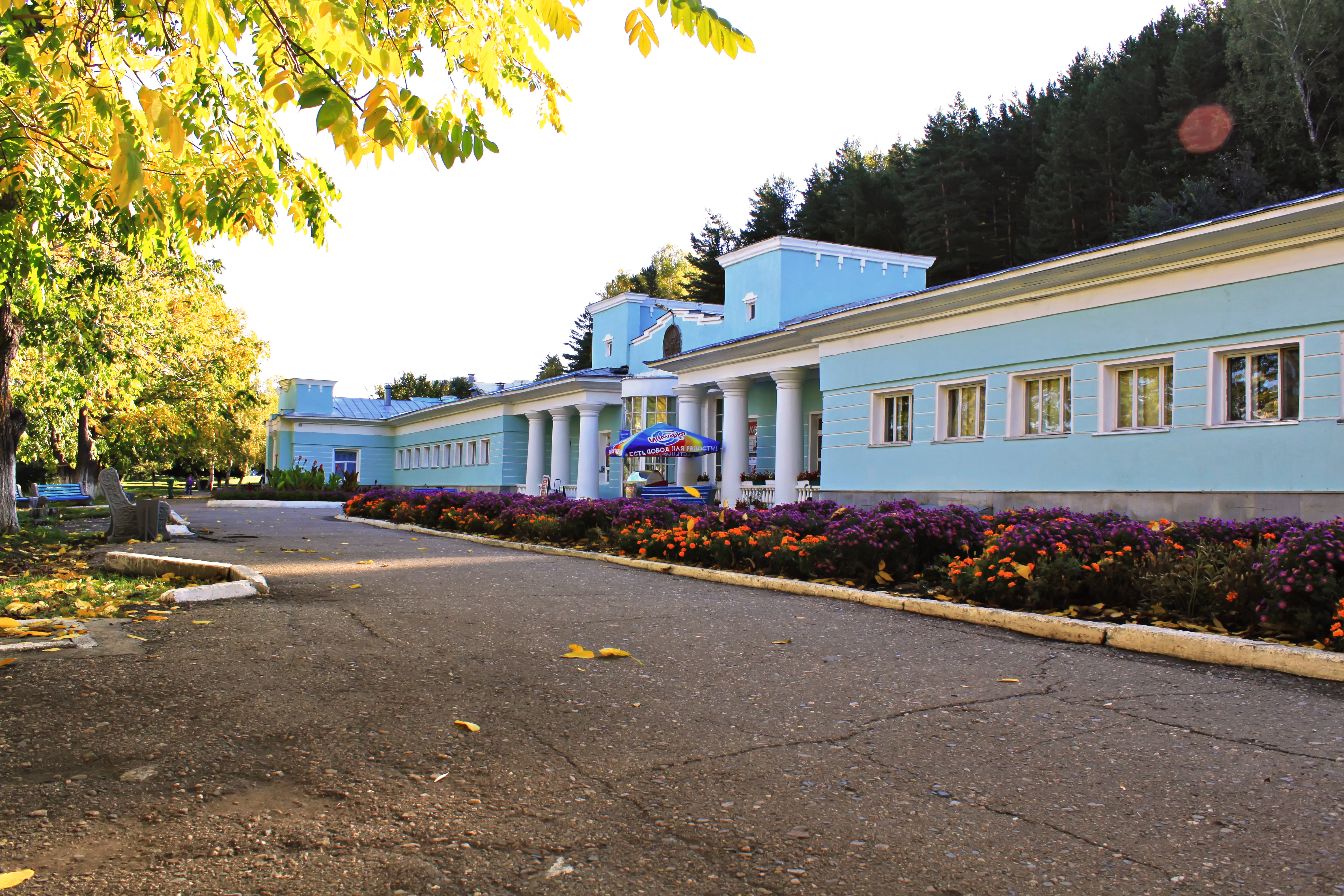
Hôpital du radon n°1.
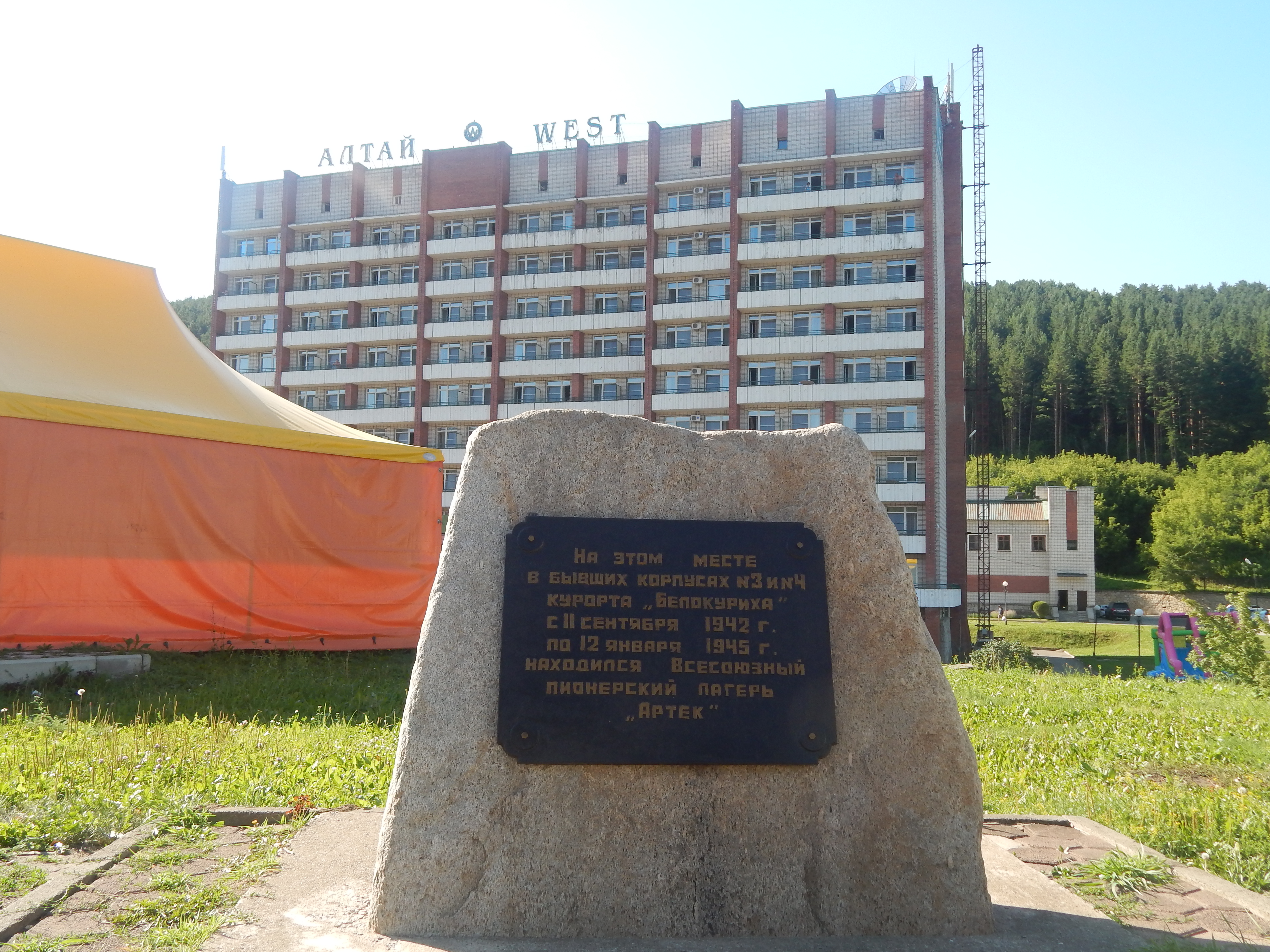
Plaque commémorative du camp Artek.
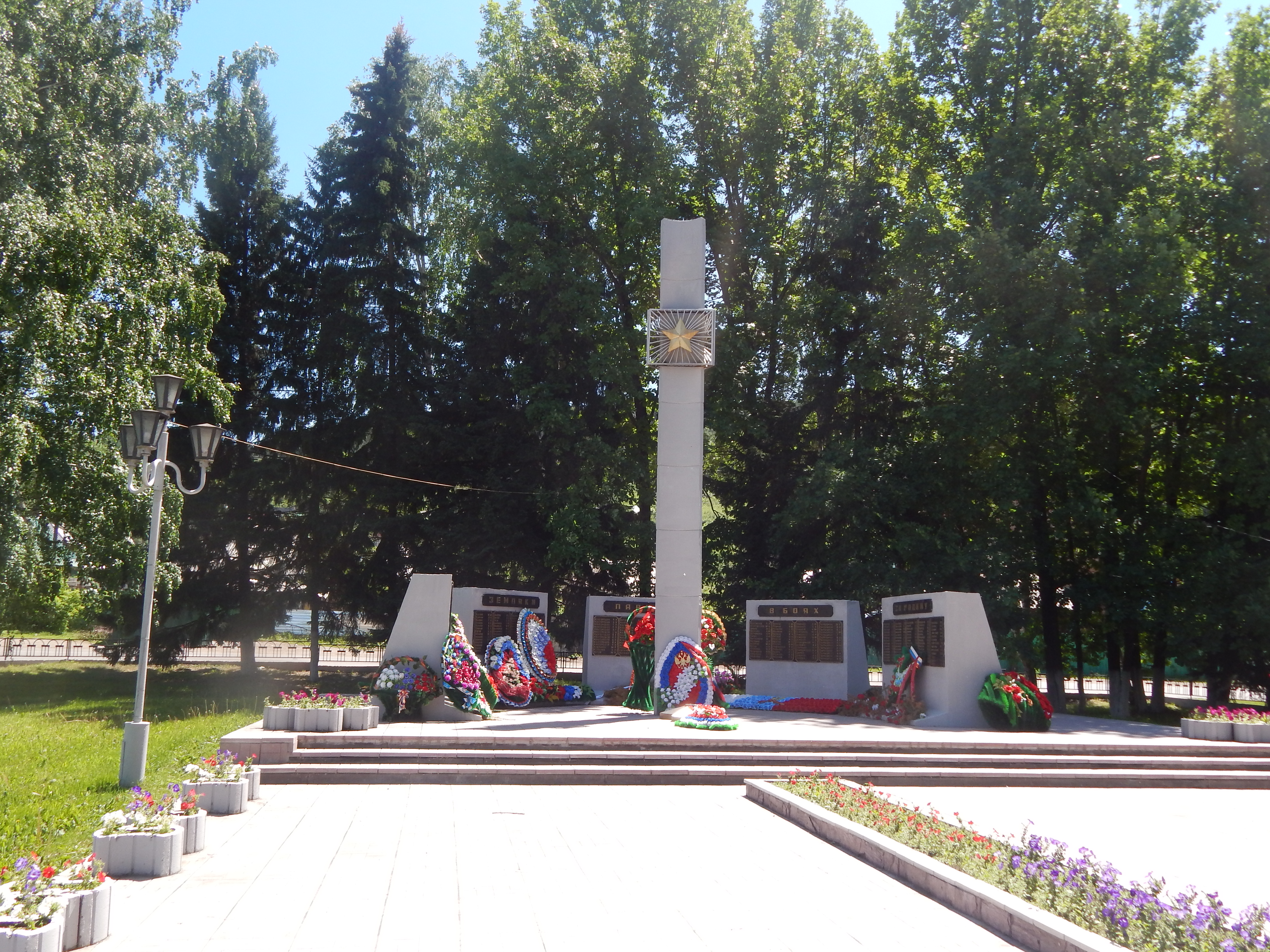
morial de la Grande Guerre patriotique.é

## Pour approfondir